# Ilex colchica
Ilex colchica là một loài thực vật có hoa trong họ Aquifoliaceae. Loài này được Pojark. mô tả khoa học đầu tiên năm 1947.

## Hình ảnh

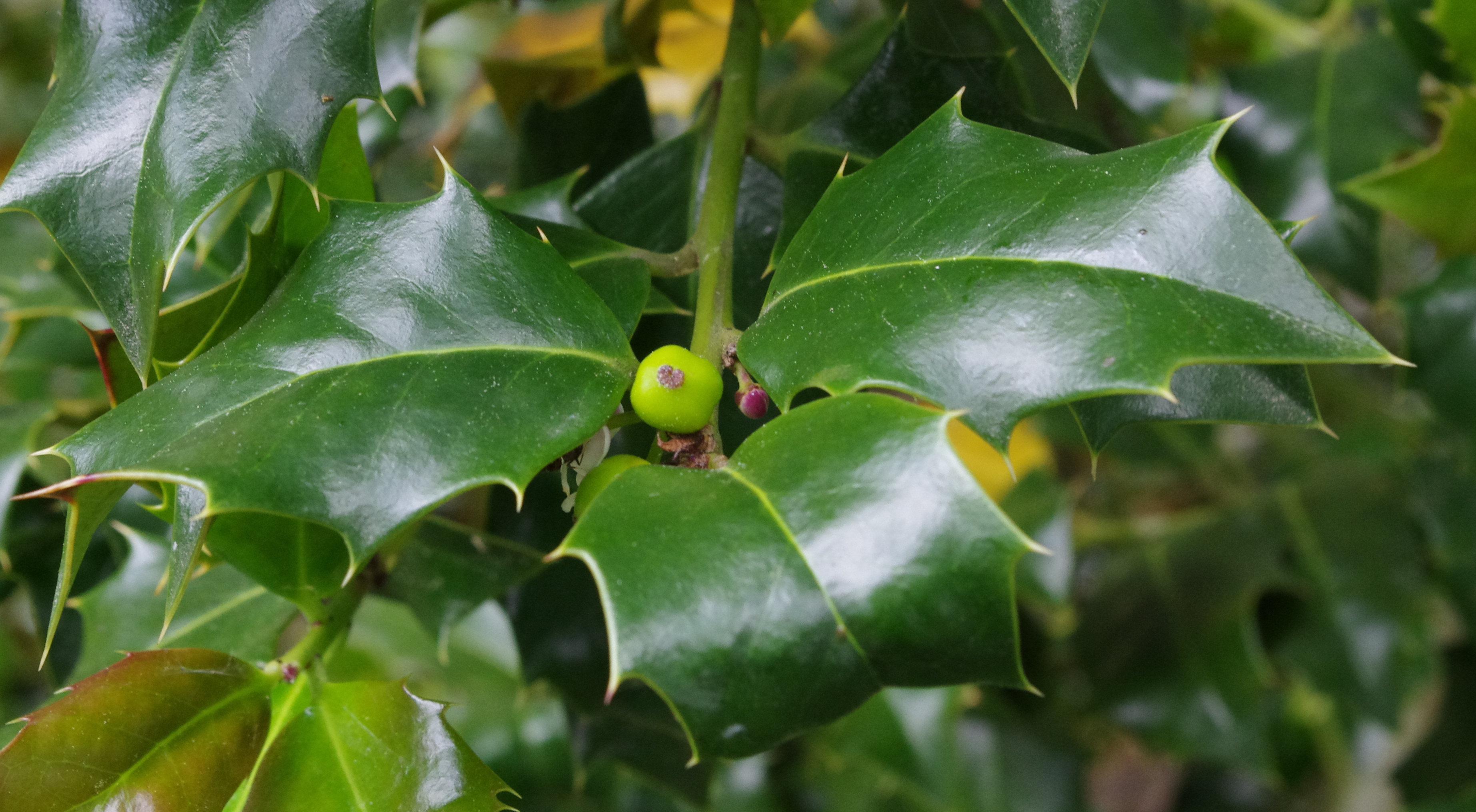
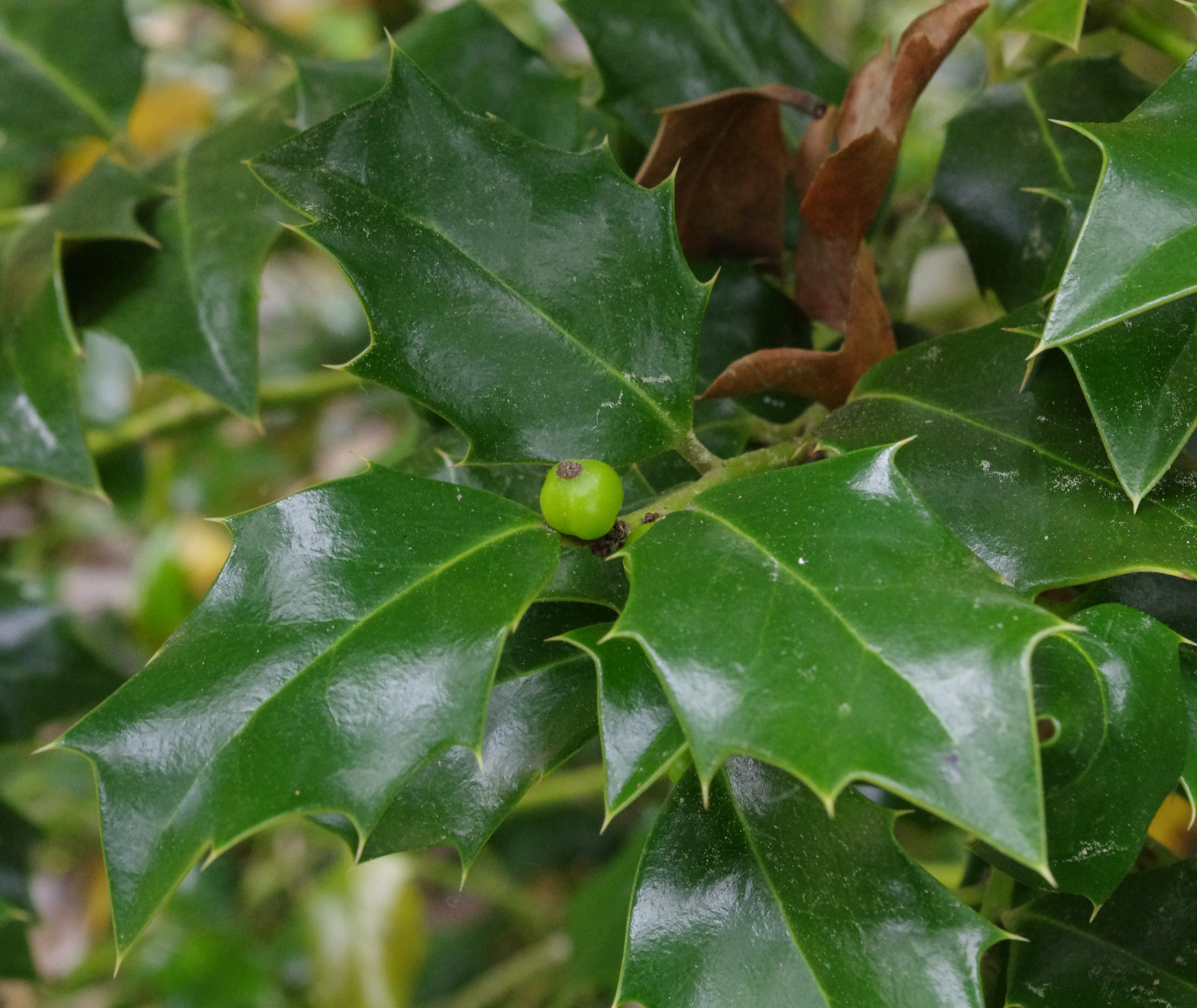